# Hedmark
Hedmark là một hạt của Na Uy. Hạt này có diện tích 27.397 km², dân số thời điểm năm 2001 là 188,000 người. Chính quyền hạt đóng ở thành phố Hamar. Hạt có đường biên giới với các hạt Dalarna, Värmland và Västra Götaland của Thụy Điển.